# Rachel Furness
Rachel Furness (Sunderland, Anglaterra, 19 de juny de 1988) és una futbolista professional que juga al Liverpool de la FA Women's Championship i a la selecció d'Irlanda del Nord, sent la màxima golejadora històrica del combinat. Potent migcampista central, va jugar com a extrema o davantera a principis de la seua carrera, i també pot fer de segona davantera. L'exentrenador de Furness al Sunderland, Mick Mulhern, la va descriure com "una jugadora forta i decidida".